# Johann Maria Farina

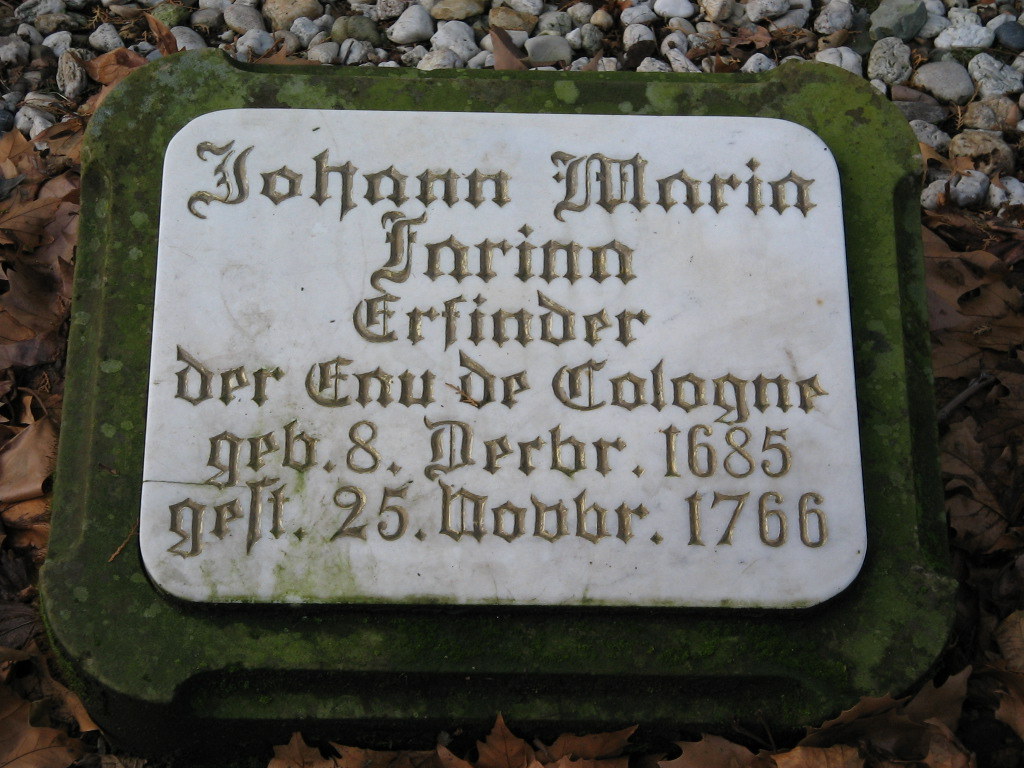
Piatra tombală din cimitirul Melaten din Köln

Johann Maria Farina (n. 8 decembrie 1685, Santa Maria Maggiore, Piemont, Italia – d. 25 noiembrie 1766, Köln, Sfântul Imperiu Roman) a fost inventatorul parfumului cunoscut sub denumirea de Apă de Colonia.
La 13 iulie 1709, Johann Farina a înființat în Köln ceea ce astăzi este cunoscută ca fiind cea mai veche fabrică de parfum din lume. Johann Maria Farina a numit parfumul său, acea Aqua mirabilis, în franceză Eau de Cologne, în germană Kölnisch Wasser și în italiană Acqua di Colonia, adică „apă din Köln”, în onoarea orașului său.
El a reușit să facă din Köln un oraș cunoscut în întreaga lume, ca fiind un oraș al parfumului. Orașul Köln l-a onorat la rândul său, ridicându-i o statuie pe turnul primăriei. În 1743 a avut loc prima livrare de parfum către regele Prusiei. În secolul al XVIII-lea, Johann Maria Farina avea deja livrări către toate casele princiare și regale europene.
„Parfumul meu amintește de o dimineață de primăvară italiană după ce a plouat, amintește de portocale, de lămâi, de grepfruit, pergamute, cedru și florile și verdeața patriei mele”, astfel îi descria Johann Maria Farina fratelui său, într-o scrisoare, noul său parfum.
Voltaire și Goethe au apreciat prospețimea acestei ape de colonie.
Regele Carol I al României s-a numărat printre regii care au apreciat acest parfum. Numele său este înscris în documentele ce atestă livrări către Casa regală din România. În arhiva Farina se găsesc numeroase documente care atestă că Farina era furnizorul oficial pentru 50 de curți regale.
Cei aproape 300 de ani de istorie ai renumitului parfum Eau de Cologne sunt continuați astăzi, în același spirit, de către Johann Maria Farina, a 5-a generație de strănepoți ai întemeietorului.